# Parafia Świętej Trójcy w Krajkowie
Parafia pw. św. Trójcy w Krajkowie – parafia rzymskokatolicka należąca do dekanatu raciąskiego, diecezji płockiej, metropolii warszawskiej.

## Historia parafii
W 1401 r. parafia została erygowana przez biskupa Jakuba z Korzkwi. 
Od 1996 proboszczem parafii jest ks. Zbigniew Kluba.

## Miejsca kultu

### Kościół parafialny
Obecny kościół, pod wezwaniem św. Stanisława Kostki, został zbudowany w pierwszej połowie XVI w. a konsekrowany w 1543 r. Kościół zbudowany jest w stylu późnego gotyku, murowany, jednonawowy, na planie prostokąta z wyodrębnionym nieco węższym prezbiterium, z zakrystią od strony północnej i kaplicą Kossobudzkich od południa. W zakrystii zachowało się sklepienie kolebkowe. W kościele znajdowało się siedem ołtarzy, świątynia była bogato uposażona przez swojego fundatora.
Kościół został częściowo zniszczony podczas potopu szwedzkiego, w 1777 zaś został poważnie zniszczony wskutek pożaru. Spalił się dach oraz znaczna część wnętrza, najmniej uszkodzona została kaplica Kossobudzkich, w której odbywały się nabożeństwa w trakcie odbudowy kościoła w latach 1777–1779.
Tempo odbudowy świątyni nie szło jednak w parze z jej jakością, przez co już na początku XIX wieku niezbędny okazał się kapitalny remont. Ks. Jan Nepomucen Urbankiewicz (1810-1839) zreperował dach, odnowił ołtarze, sprawił ławki, konfesjonał, feretrony, żyrandol, 10-głosowe organy, założył cmentarz grzebalny, a w 1838 r. Józef Pisarzewski (miejscowy dziedzic) ufundował ołtarz św. Józefa. W 1896 kościół wymalowano, wymieniono podłogę oraz zakupiono nowe ornaty. W 1911 pobudowano dzwonnicę i zgromadzono materiał do budowy plebanii, którą w 1931 ukończył ks. Lucjusz Mioduszewski.
Kolejny pożar świątyni nastąpił 4 listopada 1936. Spłonęło całe wyposażenie świątyni, mury zachowały się. Do początku II wojny światowej odbudowano kościół, jednak wnętrze było w dużej mierze prowizoryczne. Z dawnych czasów zachowało się kilka zabytków: kielichy, monstrancja, relikwiarz, krzyż procesyjny i obraz MB Anielskiej. Lata powojenne upłynęły na stopniowym doposażaniu krajkowskiego kościoła po pożarze z 1936, m.in. o dzwon (1945), obraz MB Częstochowskiej (1948), ołtarz główny i ołtarze boczne (1954), organy (1971).

### Kościoły filialne i kaplice
Na terenie parafii, we wsi Kondrajec Szlachecki, istnieje kaplica pw. MB Częstochowskiej. Tradycja istnienia świątyni sięga lat 30. XX wieku. W obecnym kształcie istnieje od 1982.

### Dawniej posiadane lub użytkowane przez parafię świątynie
Pierwsza świątynia, zapewne drewniana, służyła wiernym przeszło sto lat.

## Zasięg parafii
Do parafii należą wierni z miejscowości:

- Dramin,
- Dreglin,
- Drozdowo,
- Grzybowo,
- Kiełki,
- Kondrajec Pański,
- Kondrajec Szlachecki,
- Kossobudy,
- Krajkowo,
- Krajkowo-Budki,
- Kruszenica,
- Lipa.